# Дюсембин, Хабдрахман Дюсембинович
Хабдрахман Дюсембинович Дюсембин (род. 15.10.1931, с. Ушколь, Успенский район, Павлодарская область, КазССР, СССР) — советский и казахский учёный, физиолог, доктор биологических наук (1971), профессор (1985), академик НАН Казахстана (2003), академик Академии профилактической медицины РК (1995).

## Биография
Родился 15 октября 1931 года в селе Ушколь Успенского района Павлодарской области.
Окончил Таволжанскую школу, поступил в Павлодарское педучилище, окончив его в 1948 году, после чего поступил в Казахский государственный университет на биолого-почвенный факультет. Окончив его в 1953 году, поступил в аспирантуру Института физиологии им. И. П. Павлова АН СССР в г. Ленинграде, становится старшим научным сотрудником.
В 1956 году защитил кандидатскую диссертацию на тему «Рефлекторное торможение молокоотдачи» (научный руководитель Барышников И. А., диплом выдан 22.07.1958). В 1970 году защитил завершил докторскую диссертацию по данной теме. По рекомендации академика Н. У. Базановой в 1971 году для Х. Дюсембина открыли лабораторию физиологии лактации.
В 1981 году — заведующий кафедрой физиологии лактации в своей лаборатории. В 1990 году назначен директором Института физиологии человека и животных Министерства науки — АН Казахской ССР, оставался в должности до 2003 года.

## Труды
Автор 246 научных трудов, в том числе 4 монографий, 3 учебников и нескольких методических работ для студентов университетов.
Некоторые работы:
- Дюсембин Х. Д. Торможение и стимуляция лактации у животных /Х. Д. Дюсембин.- Алма-Ата: Наука, 1977. — 208 с.
- Базанова Н. У., Дюсембин Х. Д. Стимуляция молокоотдачи у животных /Н. У. Базанова, Х. Д. Дюсембин. — Алма-Ата: Кайнар, 1973. — 112 с.
- Базанова Н. У., Дюсембин Х. Д. Функции молочной железы у сельскохозяйственных животных / Н. У. Базанова Х. Д. Дюсембин. — Алма-Ата: Наука, 1973. — 268 с. илл.
- Дюсембин Х. Д. Гипогалактия: экспериментальные и клинические исследования / Х. Д. Дюсембин. — Алматы: Гылым, 1993. — 196 с.
- Дүйсембин Қ. Жасқа сай физиология және мектеп гигиенасы: оқулық / Қ. Д. Дүйсембин, З. Алиакпарова. — Алматы, 2003. — 400 с.
- Дүйсембин Қ. Орталық жүйке жүйесі және жоғары жүйке әрекетінің физиологиясы. — Алматы: ҒАҒЗИ, 2001. — 217 б.
- Здоровье человека и система П. К. Иванова «Детка». — Алматы: Каз.мед. ин-т, 1999. — 176 с.